# 博戈達里夫卡 (波克羅夫西克區)
47°57′6″N 36°12′41″E / 47.95167°N 36.21139°E
博戈達里夫卡（烏克蘭語：Богодарівка），是烏克蘭的村落，位於該國東部第聶伯羅彼得羅夫斯克州，由波克羅夫西克區負責管轄，處於沃夫恰河畔，距離亞歷山德里夫卡和皮桑齊1公里，始建於1815年，面積188平方公里，海拔高度94米，2001年人口70。